# 栄 (伊奈町)
栄（さかえ）は、埼玉県北足立郡伊奈町の町丁。現行行政地名は栄一丁目から栄六丁目。住居表示未実施地区。郵便番号は362-0805。

## 地理
埼玉県東部、伊奈町南東部に位置する。東側で蓮田市大字蓮田に隣接し、それ以外の方向では伊奈町大字小室に隣接する。埼玉県道3号さいたま栗橋線が中央部を南西側から北東側へ貫通するほか、2本の一般県道が通る。もとは綾瀬川沿いの水田地帯であったが、土地区画整理事業により都市基盤整備が行われた。栄四丁目 - 六丁目のうち綾瀬川の河川敷となっている一部地域が市街化調整区域に指定されており、そのほかは市街化区域に指定されている。埼玉県道3号さいたま栗橋線の沿線には店舗や事業所が多く、それ以外は主に住宅地域となっている。

### 河川
- 綾瀬川

### 地価
住宅地の地価は、2023年（令和5年）1月1日時点の公示地価によれば、栄二丁目41番6の地点で95,100円/m2となっている。

## 歴史
- 1978年（昭和53年）2月25日：前日に伊奈南部土地区画整理事業の換地処分の公告が行われた[1]ことに伴い、町名地番変更が行われ[10]、大字小室の一部から栄一丁目 - 六丁目が成立[5][11][注釈 5]。

## 世帯数と人口
2023年（令和5年）11月1日時点の世帯数と人口は、以下のとおりである。
| 丁目     | 世帯数    | 人口    |
| -------- | --------- | ------- |
| 栄一丁目 | 382世帯   | 891人   |
| 栄二丁目 | 286世帯   | 639人   |
| 栄三丁目 | 267世帯   | 681人   |
| 栄四丁目 | 601世帯   | 1,317人 |
| 栄五丁目 | 588世帯   | 1,347人 |
| 栄六丁目 | 492世帯   | 1,137人 |
| 計       | 2,616世帯 | 6,012人 |

## 小・中学校の学区
町立小・中学校に通う場合、学区（校区）は以下のとおりとなる。
| 丁目     | 区域 | 小学校           | 中学校           |
| -------- | ---- | ---------------- | ---------------- |
| 栄一丁目 | 全域 | 伊奈町立南小学校 | 伊奈町立南中学校 |
| 栄二丁目 | 全域 | 伊奈町立南小学校 | 伊奈町立南中学校 |
| 栄三丁目 | 全域 | 伊奈町立南小学校 | 伊奈町立南中学校 |
| 栄四丁目 | 全域 | 伊奈町立南小学校 | 伊奈町立南中学校 |
| 栄五丁目 | 全域 | 伊奈町立南小学校 | 伊奈町立南中学校 |
| 栄六丁目 | 全域 | 伊奈町立南小学校 | 伊奈町立南中学校 |

## 交通

### 鉄道
地内に鉄道路線は通っていない。最寄り駅は地点によって異なり、東日本旅客鉄道（JR東日本）宇都宮線の蓮田駅、埼玉新都市交通伊奈線（ニューシャトル）の沼南駅、同丸山駅、同志久駅のいずれかである。蓮田駅は、栄二丁目41番6の地点から約1.6 kmの位置にある。

### 路線バス
丸建つばさ交通（けんちゃんバス）により、蓮田駅西口発着の路線バスが運行されている。
- 上尾・桶川・蓮田・伊奈地区路線
  - 上尾駅東口 - 国際学院高校入口 - 日本薬科大学前 - 志久駅 - 本 - 栄6丁目北 - 栄4丁目 - 御前橋 - 蓮田駅西口
  - 上尾駅東口 - がんセンター - 丸山公民館 - 丸山駅 - 伊奈南中学校 - 御前橋 - 蓮田駅西口
  - がんセンター - 丸山公民館 - 丸山駅 - 伊奈南中学校 - 御前橋 - 蓮田駅西口
  - がんセンター - 国際学院高校入口 - 日本薬科大学前 - 志久駅 - 本 - 栄6丁目北 - 栄4丁目 - 御前橋 - 蓮田駅西口
  - 蓮田駅西口 - 御前橋 - 栄4丁目 - 栄6丁目北 - 農免道入口 - 田里・丸建つばさ交通本社
  - 蓮田駅西口 - 御前橋 - 栄4丁目 - 栄6丁目北 - 農免道入口 - 田里・丸建つばさ交通本社 - 伊奈学園 - 県民活動センター
  - 蓮田駅西口 - 御前橋 - 栄4丁目 - 栄6丁目北 - 農免道入口 - 田里・丸建つばさ交通本社 - 一心館 - 伊奈学園 - 県民活動センター
  - 蓮田駅西口 - 御前橋 - 栄4丁目 - のぞみ病院 - 伊奈南中学校 - 丸山駅 - 丸山公民館 - 志久東 - 志久駅 - 伊奈病院
  - 蓮田駅西口 - 御前橋 - 栄4丁目 - のぞみ病院 - 志久南 - 志久東 - 志久駅 - 伊奈病院
  - 蓮田駅西口 - 御前橋 - 栄4丁目 - のぞみ病院 - 伊奈南中学校 - 丸山駅 - 丸山公民館 - がんセンター - 志久東 - 志久駅 - 伊奈病院

また、伊奈町内循環バス「いなまる」の南循環が運行されている。
- 南循環：総合センター → 伊奈町役場 → 本町1丁目 → 図書館 → 本区区民会館 → 小室郵便局 → 南部大公園 → ゆめくる（今成医院前） → 小室別所 → がんセンター → 丸山スポーツ広場 → 丸山駅 → 志久駅 → 上下水道庁舎 → 総合センター

### 道路
地内に国道は通っていない。
- 埼玉県道3号さいたま栗橋線
- 埼玉県道150号上尾蓮田線
- 埼玉県道311号蓮田鴻巣線
- 伊奈中央線
- 栄中央通り
- いな穂街道

## 施設
栄一丁目
- 志の崎児童公園

栄二丁目
- 中島児童公園

栄三丁目
- 津地児童公園

栄四丁目
- 伊奈町立南小学校
- 南部大公園
- 栄中央センター
- 南部コミュニティ消防センター
- 南部安心安全ステーション
- 多目的広場

栄五丁目
- 栄北区民会館
- 南田児童公園

栄六丁目
- 東田児童公園